# Örebro
För andra betydelser, se Örebro (olika betydelser).
Örebro ([œrɛˈbruː] ( lyssna)) är en tätort vid Hjälmarens västra strand i Närke, samt centralort i Örebro kommun och residensstad i Örebro län. Örebro är Sveriges sjunde största tätort med 128 658 invånare (2023) i tätorten.
Örebro var under första hälften av 1900-talet känd som "skostaden", eftersom ett stort antal skofabriker fanns där. Dessa är numera nedlagda. Fortfarande är dock Örebro i viss mån en industristad, även om staden under senare delen av 1900-talet alltmer kommit att präglas av service, tjänster och utbildning. Stora arbetsgivare är Örebro universitet, Epiroc och Universitetssjukhuset i Örebro.
Örebro är en handels- och logistikstad med ett strategiskt läge 200 km från Stockholm, 330 km från Oslo och 280 km från Göteborg.

## Ortnamnet
Enligt en äldre uppfattning, som framfördes av Erik Gustaf Geijer var Eyrarsundsbro eller Eyrarsund (jfr Ör), senare Öresund, det ursprungliga namnet på Örebro. Denna äldre etymologi är numera övergiven och det anses att Eyra- är en felaktig och missuppfattad form för Öra- i Örabro.
Namnformen Eyra- användes i namnet på stadens fotbollsanläggning, Eyravallen, i mer än 80 år.
I slutet av 1100- eller början av 1200-talet omtalades Horebro, bland annat i ett latinskt donationsbrev från jarlen Birger Brosa (död 1202), även om inga äldre privilegier än från 1404 är kända. Den äldsta bron över Svartån kallades ännu till 1600-talets mitt Örebron (numera Storbron), och det kan alltså vara på själva bron det äldsta dokumenterade namnet Horebro syftar. Nästa kända skrivning av ortnamnet är Ørabro (1260). Staden har fått sitt namn av den bro som fanns där Örebroåsen genombryts av Svartån. Ör är ett gammalt nordiskt ord, 'eyrr' på isländska, som betyder ungefär grus(bank).

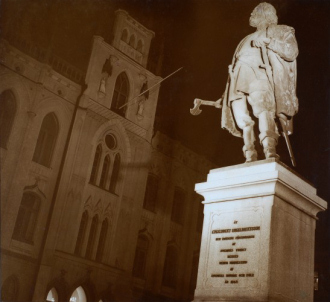
Engelbrekt Engelbrektsson med Örebro rådhus på Stortorget. Fotograf: Curt Götlin.

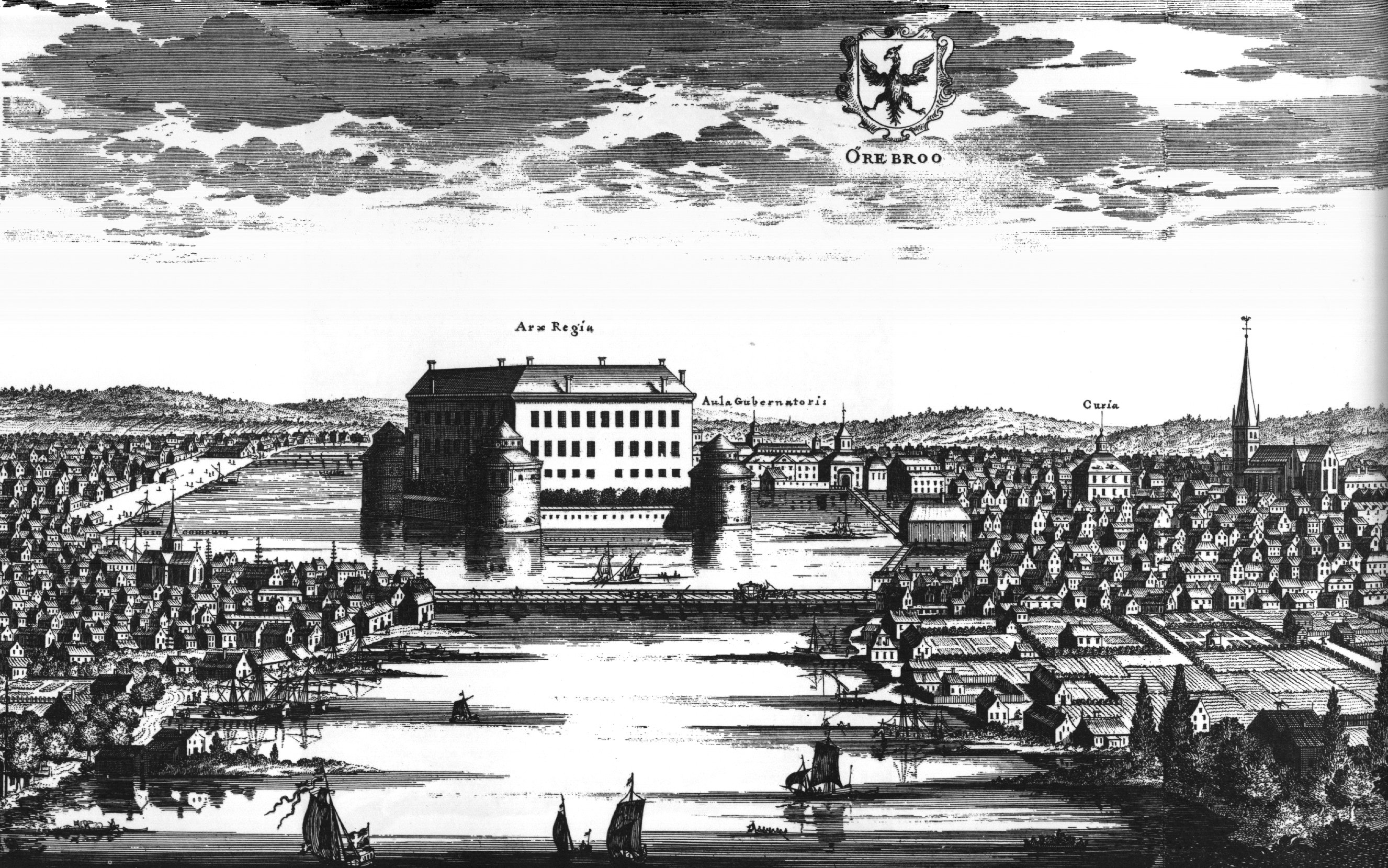
Örebro slott omkring år 1680. Ur Suecia antiqua et hodierna, och därmed troligen inte helt tillförlitligt.

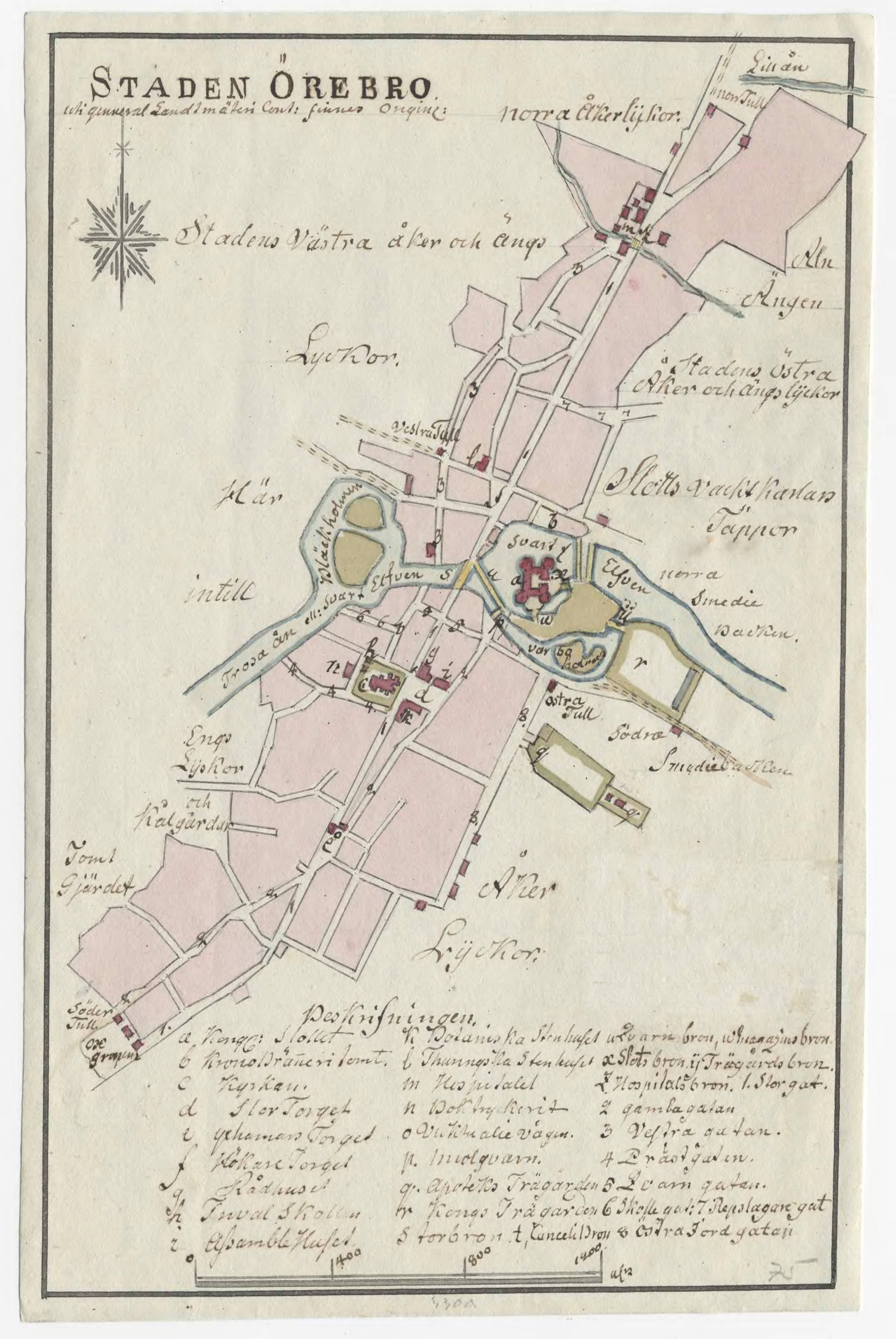
Karta över Örebro från 1790-talet

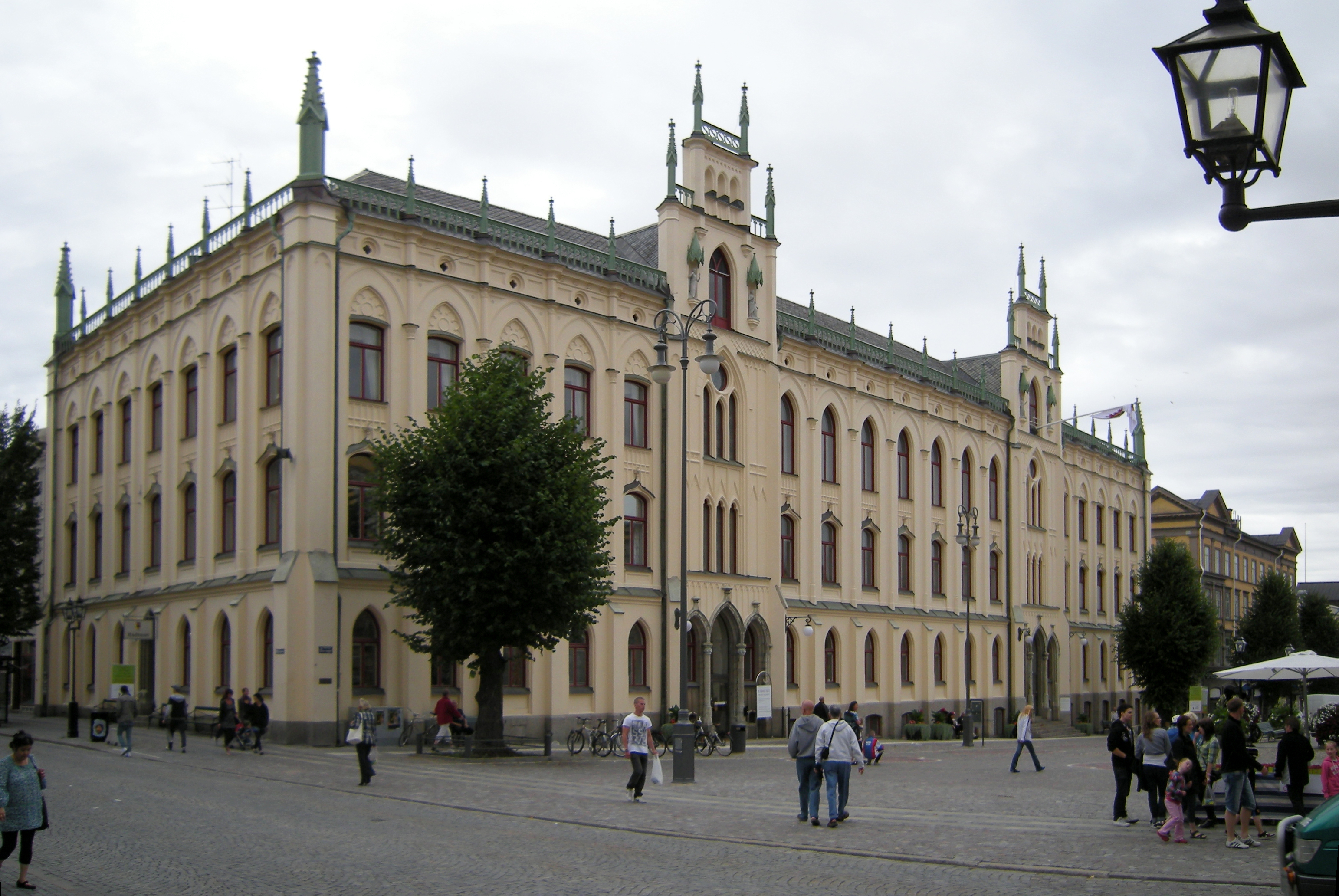
Rådhuset.

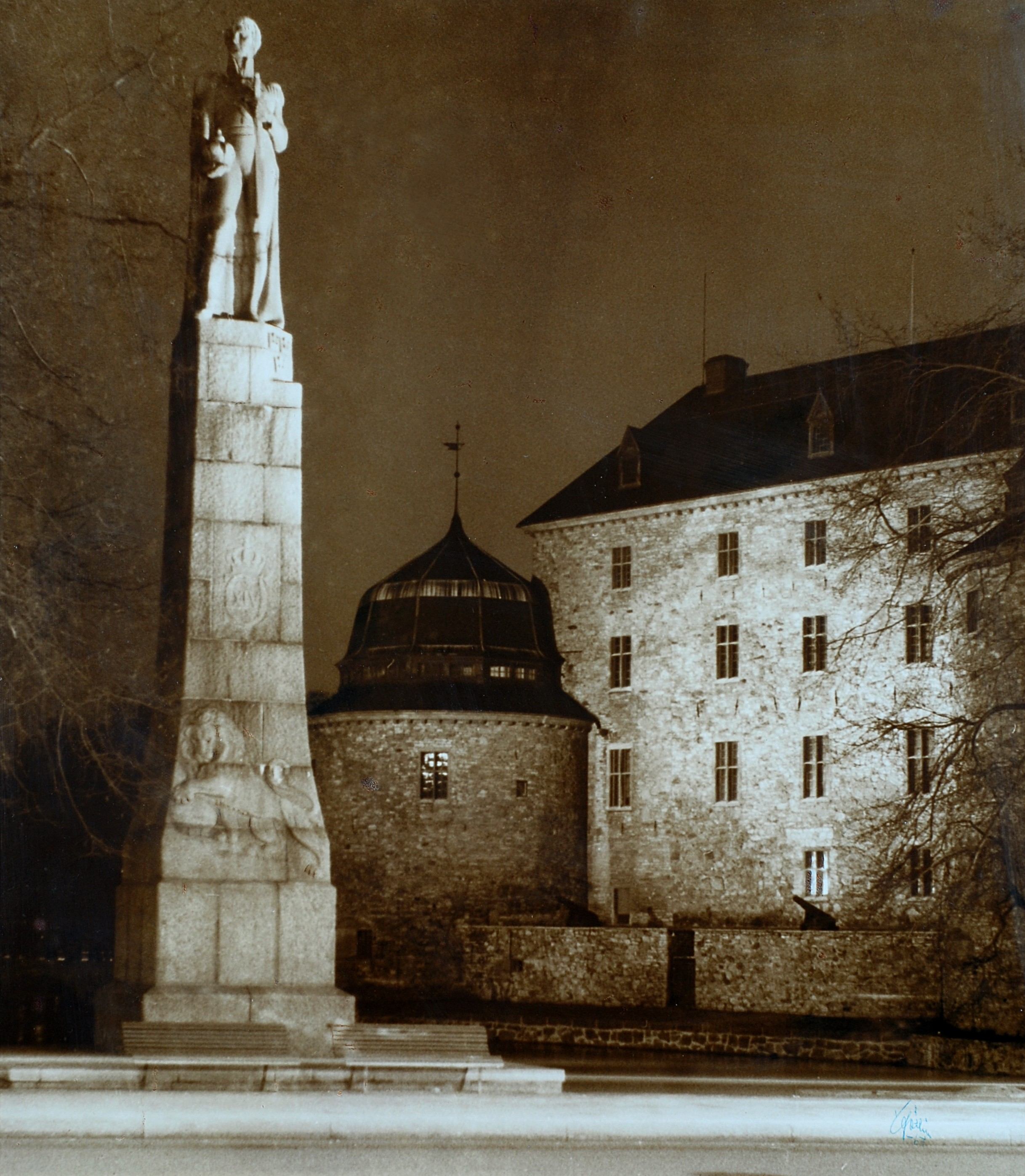
Karl Johan och slottet

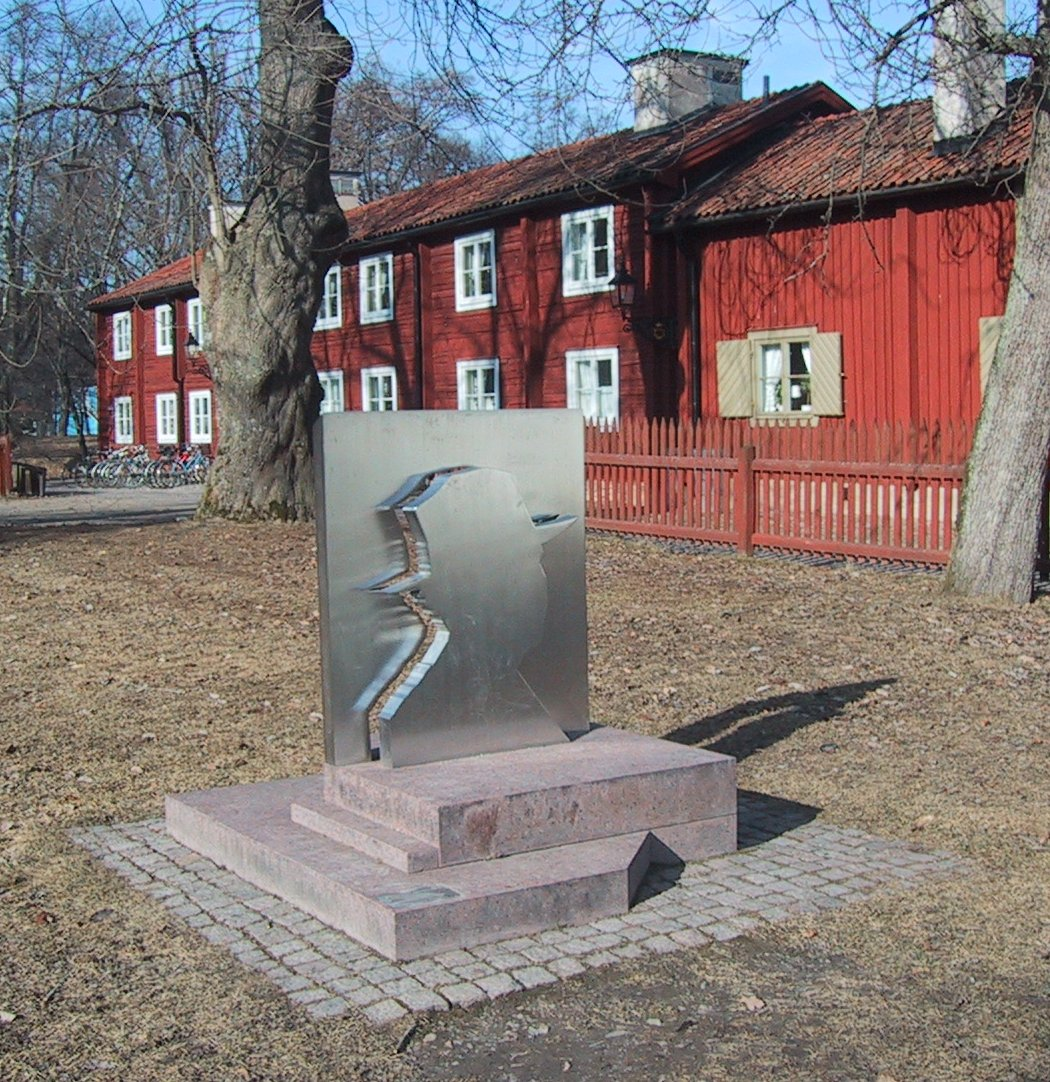
Hjalmar Bergman i Wadköping.

## Historia
Örebro är beläget på och omkring en låg rullstensås på Närkeslätten, på bägge sidor om Svartån. Där Svartån brutit sig genom åsen gjorde rullgruset ån grund, och möjlig att ta sig över. Med tiden byggdes en bro över vadstället, som, då den vilade på bankarna av rullgrus, kom att kallas Örebron. Denna bro, liksom förekomsten av sju, ännu bevarade, landsvägar gjorde att det fanns goda förutsättningar för bebyggelse. De sju landsvägarna är:
1. Vägen mot Västergötland som var en del av Eriksgatan.
2. Vägen mot Östergötland över Tylöskogen mot Skänninge och Linköping.
3. Pilgrimsvägen mot Motala och Vadstena.
4. Letstigen mot Värmland och Tingvalla.
5. Vägen norrut mot Västmanland och Dalarna.
6. Vägen mot Fellingsbro och Arboga, en del av Eriksgatan. En sydligare alternativ väg till Arboga var Ramstigen.
7. Vägen söder om Hjälmaren mot Vingåker och Nyköping.

Förutom vägarna fanns sjöförbindelse över Hjälmaren mot andra delar av Mälardalen. Denna förbindelse spelade utomordentligt stor roll, både sommar- och vintertid.
Slaget vid Örebro stod 1161, då enligt Västgötalagens kungalängd kung Magnus Henriksson togs av daga av Karl Sverkersson.
Någon gång på 1200-talet tros Örebro ha fått stadsprivilegier. Örebro stad bestod på den tiden bara av kvarteren mellan Storbron och Stortorgets västra del, samt kvarteren runt torget. Huvudgatan genom Örebro, den så kallade Gatun, dagens Drottninggatan–Storgatan, gick från söder till norr, dock med en annan sträckning än dagens. Det var länge stadens enda gata.
Det blev intressant för makthavare att kontrollera denna knutpunkt. En kungsgård finns dokumenterad vid Örebro år 1347. Det var troligen kung Magnus Eriksson som på 1350-talet lät anlägga en fästning på den holme där det nuvarande Örebro slott ligger.
Under medeltiden var Örebro inblandat i många stridigheter. Fästningen byggdes på 1300-talet ut till en borg och belägrades vid upprepade tillfällen. Vid karmelitklostret (Vårfruklostret, se nedan) uppstod redan på 1300-talet en skola, Örebro skola.
På 1400-talet styrdes det dåvarande Sverige från Danmark av kung Erik av Pommern som såg Sverige som ett lydrike till Danmark. Landskapen i Sverige styrdes av svenska fogdar som var överlöpare. Den kanske mest kända "erövringen" (befrielsen från danskarna) av Örebroborgen gjorde Engelbrekt Engelbrektsson år 1434. Borgen förlänades senare till honom.
Vid den nya bron växte snart en liten köpstad upp. Under det sena 1500-talet ingick Örebro i Hertig Karls (senare Karl IX) hertigdöme. Staden fick ensamrätt på järnhandel i regionen och Örebros köpmän förmedlade export av Bergslagens järn och sålde i gengäld livsmedel till bergsmännen. Befolkningen i Örebro steg till 600 personer på 1500-talet. Flera riksdagar hölls i Örebro på 1500-talet. Kung Karl IX byggde om borgen till ett modernt renässansslott.
I Örebro hölls landstingen och samtidigt den stora årsmarknaden Hindersmässan (Hindriksmässan). Detta skedde på Henriksdagen, den 19 januari. Numera är Hindersmässan framflyttad till omkring den 26 januari. Vid landstingen mottog kungarna hyllningar av närkingarna. Platsens vikt som landskapets huvudort, i förening med dess läge, gav den betydelse för hela riket, därför att den användes ofta för möten och herredagar, bland annat i februari 1529, då ett kyrkomöte där fattade viktiga beslut och gjorde betydelsefulla uttalanden i reformatorisk riktning. I december 1539–januari 1540 hölls rättegång med Olaus Petri och Laurentius Andreæ. Dessa herrar svor den 4 januari 1540 på Gustav Vasas "blotta" svärd att bli kungens "lifsarfherrar trogne och hulde", det vill säga förband sig till arvrikets erkännande.
Under 1800-talet hölls två riksdagar i Örebro, nämligen 1810, då Jean Baptiste Bernadotte, furste av Pontecorvo (senare kung under namnet Karl XIV Johan), den 21 augusti valdes till tronföljare. För att visa sin uppskattning över sin "adoptivson" lät Karl XIII ge Örebro skola namnet Karolinska skolan. Vid riksdagen 1812 antogs en ny tryckfrihetsförordning och beväringsinstitutionen infördes. I Fredshuset ("fru Hjorts hus") slöts Freden i Örebro den 18 juli 1812 mellan England och Ryssland. Därigenom "grunden lades till Napoleons omstörtande". Underhandlare var Lars von Engeström, Thornton och van Suchtelen. 1849 och 1850 hölls det liberala reformmöten i Örebro, varvid diskuterades och antogs förslag till regeringsform och vallag.
Staden har några gånger varit hemsökt av större eldsvådor, se Örebro stadsbränder.
År 1863 stod det nya Örebro rådhus klart.
Första delsträckan (Örebro–Ervalla) av Sveriges första allmänna, normalspåriga järnväg med lokomotivdrift, Köping-Hults Järnväg, invigdes år 1856. År 1888 invigdes Örebro kanal med tillhörande sluss, som gjorde det möjligt för båtar och skepp att ta sig upp till de centrala delarna av Örebro.
Det första större företaget i Örebro var Örebro gevärsfaktori, grundlagt kring sekelskiftet 1600 av Hertig Karl. Örebro utvecklades snabbt i slutet av 1800-talet i samband med industrialiseringen. Örebro tändsticksfabrik grundades år 1844, och blev innan nedläggningen 1892 landets näst största. I slutet av 1800-talet grundades de första skofabrikerna i Örebro, som tillsammans med Kumla kom att bli centrum för skotillverkningen i landet. 1896 grundades Örebro kexfabrik, och samma år erhöll Örebro stapelstadsrättigheter, efter att tidigare ha varit uppstad. I slutet av 1960-talet och början av 1970-talet drabbades stadens näringsliv av en allvarlig kris till följd av sko- och kexindustrins nedläggningar. I och med detta slutar en epok i stadens historia, då Örebro varit känd som en "sko- och kexstad". Som en del i ett åtgärdspaket, för att få stadens ekonomi på fötter igen, utlokaliserades delar av Statistiska centralbyrån till Örebro, liksom även Trafikregistret. Örebro fick också en universitetsfilial till Uppsala universitet förlagd till staden. Universitetsfilialen blev år 1977 Högskolan i Örebro, som år 1999 blev Örebro universitet.

### Viktiga möten och riksdagar i Örebro
- 1278 hålls ett stormannamöte i Örebro, där den avsatte kungen Valdemar Birgersson träffade sin bror, kung Magnus Ladulås.[19]
- 1292 hölls ett råds- och kyrkomöte i Örebro. Den nye strängnäsbiskopen, Isar (Isarus), vigs.[20]
- 1308 herremöte efter Håtunaleken 1306. Bröderna och hertigarna Erik, Valdemar och Birger möttes, varvid en förlikning ingicks.[21] Kung Birger avstod nära 2/3 av Sverige i förläning till sina bröder.
- 1321 stormannamöte. Möjligen deltog kungamodern, prinsessan Ingeborg Håkansdotter.[22]
- 1333 rådsmöte, varvid kung Magnus Eriksson blev beviljad hälften av alla svenska kyrkors tionde.[22]
- 1347 riksmöte angående ny landslag, kallad Magnus Erikssons landslag.[22]
- 1468 herredag i Örebro.[23] Man kom överens om att Ivar Axelsson skulle efterträda kung Karl Knutsson (Bonde), i händelse av dennes död.
- 1522 håller riksföreståndaren Gustav Vasa rådsmöte i Örebro efter återtagandet av Örebro slott från danskarna den 30 januari.
- 1529 hölls Örebro koncilium, det första evangeliska kyrkomötet.
- 1531 hölls riksmöte i Örebro. Beslut om att betala skatt till Lübeck med kyrkklockor. Detta beslut ledde till det s.k. Klockupproret.
- 1540 hölls herremöte i Örebro. Laurentius Andreæ och Olaus Petri anklagade för högförräderi. Vid samma möte beslöts att Sverige skulle vara ett arvrike. Arvprinsarna Erik och Johan svor trohetsed "vpå Örebro slåth".
- 1543 hölls ett herremöte i Örebro vid hindersmässotid. Gustav Vasa sade upp vapenvilan med Nils Dacke och hans folk.
- 1586 antogs Örebro artiklar, där prästerna i Hertig Karls hertigdöme antog en lokal kyrkoordning som reaktion på Johan III:s katoliserande tendenser. Örebro artiklar var ett inlägg i den s.k. Liturgiska striden.
- Riksdagen år 1602: Beslut om att skicka representanter till gränsmöte med Kristian IV av Danmark.
- Riksdagen år 1606: Målet var att stoppa Sigismund och katolicism.
- Riksdagen år 1608: Fredstrevare från Polen. Karl IX försökte ena protestanter.
- Riksdagen år 1610: Kronprins Gustav Adolf framträder. Hot från Danmark.
- Riksdagen år 1614: Ny rättsordning: ett "översta parlament", senare Svea hovrätt tillskapas.
- Riksdagen år 1617: Ny riksdagsordning. Örebro stadga.
- Riksdagen år 1810: Marskalk Jean Baptiste Bernadotte, senare kung Karl XIV Johan, valdes till svensk tronföljare.
- Riksdagen år 1812: När bl.a. Freden i Örebro slöts.
- Reformmötena i Örebro även kallade Örebro möte hölls 1849, 1850 och 1853.

### Militärstaden

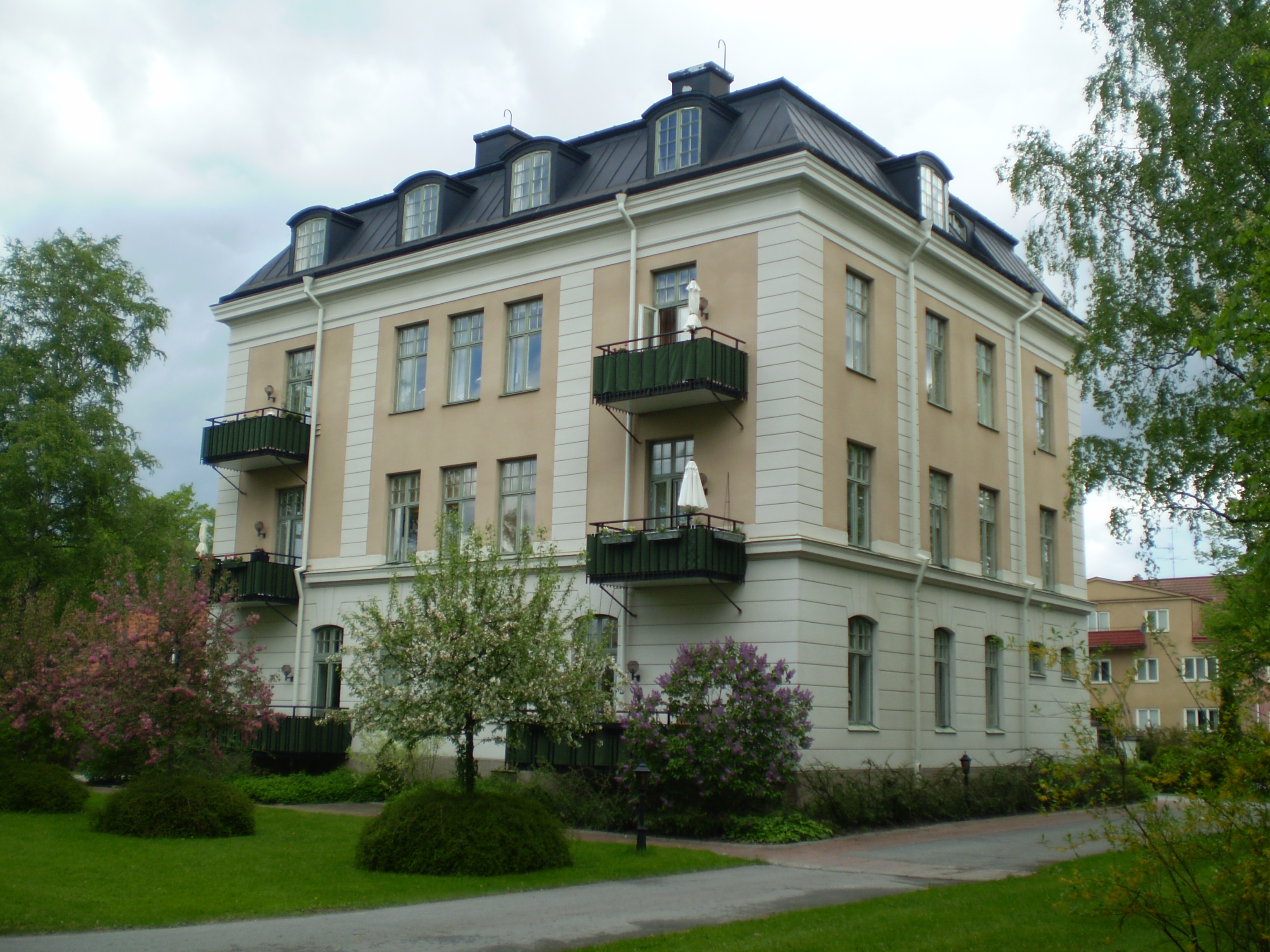
Svea trängkårs kanslihus.

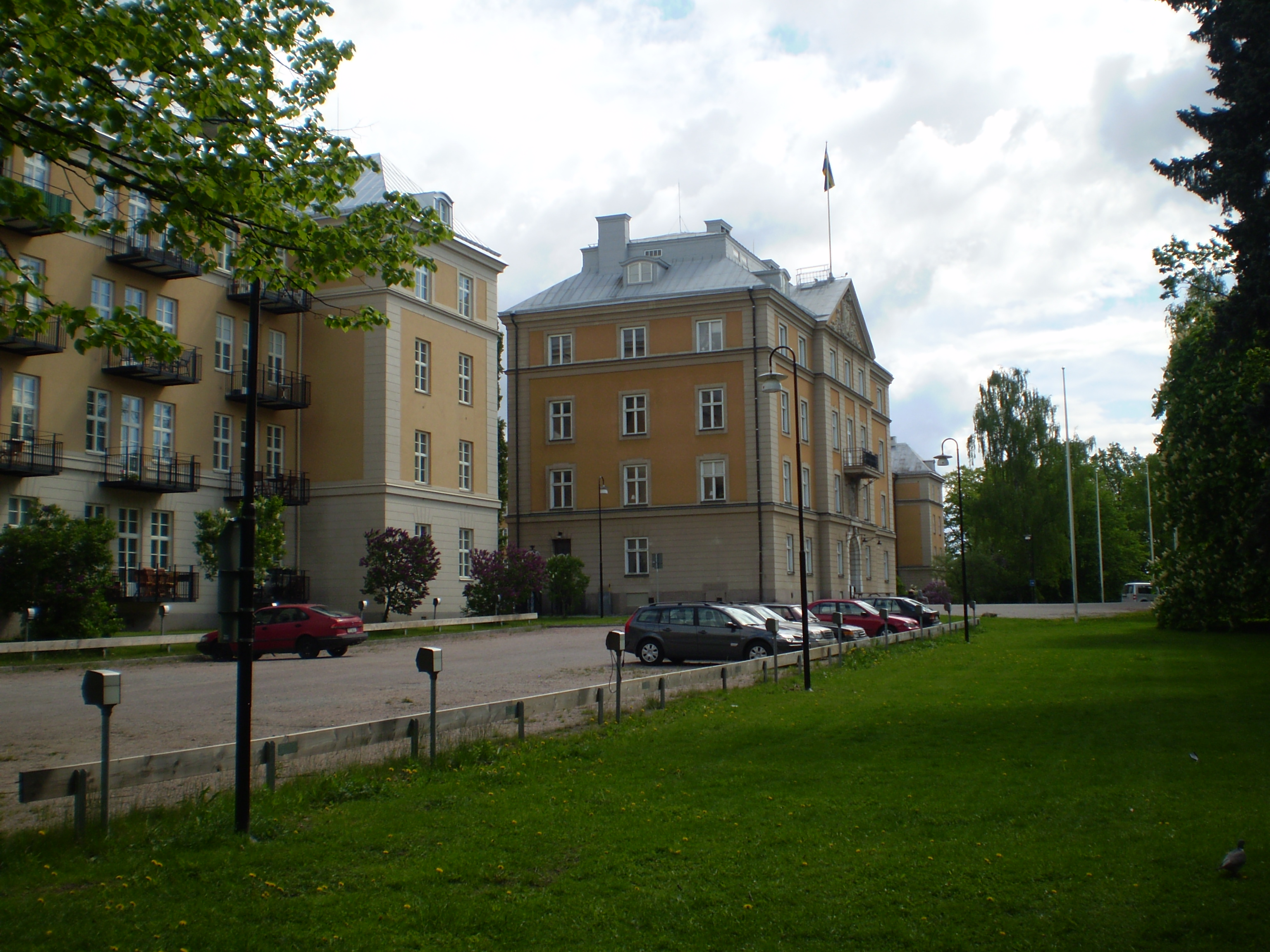
Livregementets grenadjärers kasernetablissemang

Örebro blev garnisonsstad 1836 när delar av Livregementets husarers verksamhet förlades på Olaigatan. 1907 utökades garnisonen då Svea trängkår förlades till Västra mark. Och 1912 förlades ytterligare ett förband till staden i samband med att Livregementets grenadjärer flyttade in till Rynninge från sin tidigare mötesplats i Sannahed. De olika förbanden har sedan givit namn till olika platser och stadsdelar i staden. Sedan den 1 juli 2000 finns endast två militära förband kvar i staden.
Livregementets husarer (K 3) 1836–19051836 förlade regementet delar av sin verksamhet i form av sin expedition och skolor till Olaigatan 21 intill slottet. 1905 omlokaliserades all verksamhet till Skövde garnison i Skövde. Vissa delar av kasernområdet kom dock att användas av olika förbandsstaber inom Försvarsmakten fram till 1984. Därefter såldes de resterande fastigheterna till Örebro kommun. Kvarteret som regementet var förlagt på har sedan dess namngivits med namnet Husaren. Se vidare Husarstallet.
Svea trängkår (T 1) 1907–19271907 förlades Svea trängkår till nybyggda kaserner på Västra mark efter tidigare varit förlagda i Marieberg i Stockholm. Förbandet blev dock inte långvariga i staden, då det redan 1927 omlokaliserades till Linköpings garnison i Linköping. Idag hyser området bostäder och kontor. Granne till området finner man Trängens IP, som just fått sitt namn från Svea trängkår. 1997 reste förbandet en minnessten på området i samband med att förbandet avvecklades i Linköping 1997. Se vidare Svea trängkår på Västra Mark.
Livregementets grenadjärer (I 3) 1912–2000Regementet övergav 1909 sin tidigare mötesplats i Sannahed för att förläggas i nybyggda kaserner på Rynningevägen. Regementet kom under slutet av 1900-talet att avvecklas successivt genom olika försvarsbeslut. 1992 avvecklades Livbrigaden och Närkebrigaden, vilket medförde att grundutbildningen av värnpliktiga upphörde vid regementet. År 2000 avvecklades regementet med dess försvarsområdesstab. I samband med att grundutbildningen upphörde 1992, såldes södra delen av området (kasernbyggnader) till kommunen och vid avvecklingen av regementet 2000 såldes det resterande området (förrådsområde). Området går sedan dess under namnet Grenadjärstaden.
Örebro försvarsområde (Fo 51) 1942–19751942 bildades Örebro försvarsområde och lokaliserades till Olaigatan 21. I samband med en reform (OLLI-reformen) inom dåvarande Krigsmakten åren 1973 och 1975, kom försvarsområdesstaben 1975 att uppgå i Livregementets grenadjärer. Fastigheten övertogs samma år av Redovisningsavdelning Bergslagen.
Örebro-Värmlandsgruppen (ÖVG) 2000–I samband med att försvarsområdesstaben avvecklades år 2000 bildades en militärdistriktsgrupp under namnet Livregementets grenadjärgrupp, för att utbilda hemvärn och stödja frivilligverksamheten inom Örebro län. Gruppen var till en början förlagd inom delar av Livregementets grenadjärers före detta kasernområde, men kom senare att omlokaliseras till Boglundsängen. År 2005 gick gruppen samman med Värmlandsgruppen och bildade en hemvärnsgrupp under det nuvarande namn.
Redovisningsavdelning Bergslagen (RAB) 1975–2005Förbandet lokaliserades 1975 till staden, där man övertog fastigheten Husaren på Olaigatan 21 från Örebro försvarsområde (Fo 51). 1984 övergavs fastigheten och förbandet omlokaliserades till Boglundsängen. I samband med försvarsbeslutet 2004 kom förbandet att omorganiseras och verkar sedan 2005 under namnet Försvarsmaktens telenät- och markteleförband.
Försvarsmaktens telenät- och markteleförband (FMTM) 2005–2016Förbandet bildades 2005 genom en sammanslagning av Flygvapnets markteleenheter (MTE) och Redovisningsavdelning Bergslagen (RAB). Förbandet är lokaliserat till Boglundsängen.
Försvarsmaktens telekommunikations- och informationssystemförband (FMTIS) 2016–Förbandet bildades 2016 genom en sammanslagning av FMLOG (Op Ledtekbat och SFE) och FMTM. Förbandets stab är delad och förlagd i Örebro garnison i Örebro samt Enköping. Förbandet har även verksamhet i Arboga, Stockholm samt flertalet orter där Försvarsmakten har verksamhet. Förbandet har verksamhet över hela Sverige, och har som huvuduppgift att ansvara för drift och ledning av Försvarsmaktens gemensamma telekommunikationsinfrastruktur och fasta sensor- och radiosystem för strategiska och operativa funktioner samt för mark-, sjö- och luftstridskrafterna.
Luftförsvarssektor (W5) 1957–19711957 förlades en luftförsvarscentral (LFC Måsen) till staden. Luftförsvarscentralen ingick i Sektorflottiljen F 1 Hässlös luftförsvarssektor W5. 1971 uppgick luftförsvarscentral i Luftförsvarssektor O5 (LFC Puman), vilket fick som följd att det övergripande ansvaret för luftförsvaret inom sektorn styrdes från Bålsta.
Under 1940-talet var Örebro ett av förslagen till förläggningsort till det som skulle bli Bergslagens artilleriregemente (A 9). Åren 2006 och 2007 var staden åter i fokus, då Försvarsmaktens logistik (FMLOG) sökte efter en ort att förlägga ett nytt centrallager i Mälardalen. Några nya större militära förläggningar har det ej blivit, utan i båda fallen har de gått till Kristinehamn 1943 och 2007 till Arboga.

### Utställningar i Örebro
Större industri-, lantbruks- och jubileumsutställningar har hållits vid sex tillfällen i Örebro, nämligen 1883, 1899, 1911, 1928, 1947 och 1965. Den senaste utställningen hölls med anledning av Örebros förmodade 700-årsjubileum. Vartannat år hålls även en konstutställning i stadskärnan som kallas för 'Open Art Örebro'.

### Administrativa tillhörigheter
Örebro stad ombildades vid kommunreformen 1862 till en stadskommun. Längbro socken/landskommun införlivades successivt mellan 1875 och 1937, 1943 införlivades Almby socken/landskommun och Ånsta socken/landskommun och 1952 Ekers socken/landskommun. Stadskommunen utökades ytterligare   1967 innan den 1971 uppgick i Örebro kommun där Örebro sedan dess är centralort.
I kyrkligt hänseende har orten hört till Örebro församling som delades 1913 i Örebro Södra församling och Örebro Norra församling. Örebro Södra församling namnändrades 1921 till Örebro Nikolai församling, varur Adolfsbergs församling utbröts 1995. Örebro Norra församling namnändrades 1921 till Örebro Olaus Petri församling. Delar av orten tillhör sedan Almby församling, Längbro församling och Mikaels församling (från 1977) och före 1954 Ånsta församling och Ekers församling.
Orten ingick till 1971 i domkretsen för Örebro rådhusrätt. Sedan 1971 ingår Örebro i Örebro tingsrätts domsaga.

## Geografi
Väster om Örebro ligger sjön Tysslingen, känd för de tusentals svanar som under fågelflytten vår och höst landar vid sjön. Sydost om Örebro finns det ännu mer kända naturreservatet Kvismaren. Vinön i Hjälmaren är ett populärt utflyktsmål för badgäster sommartid.

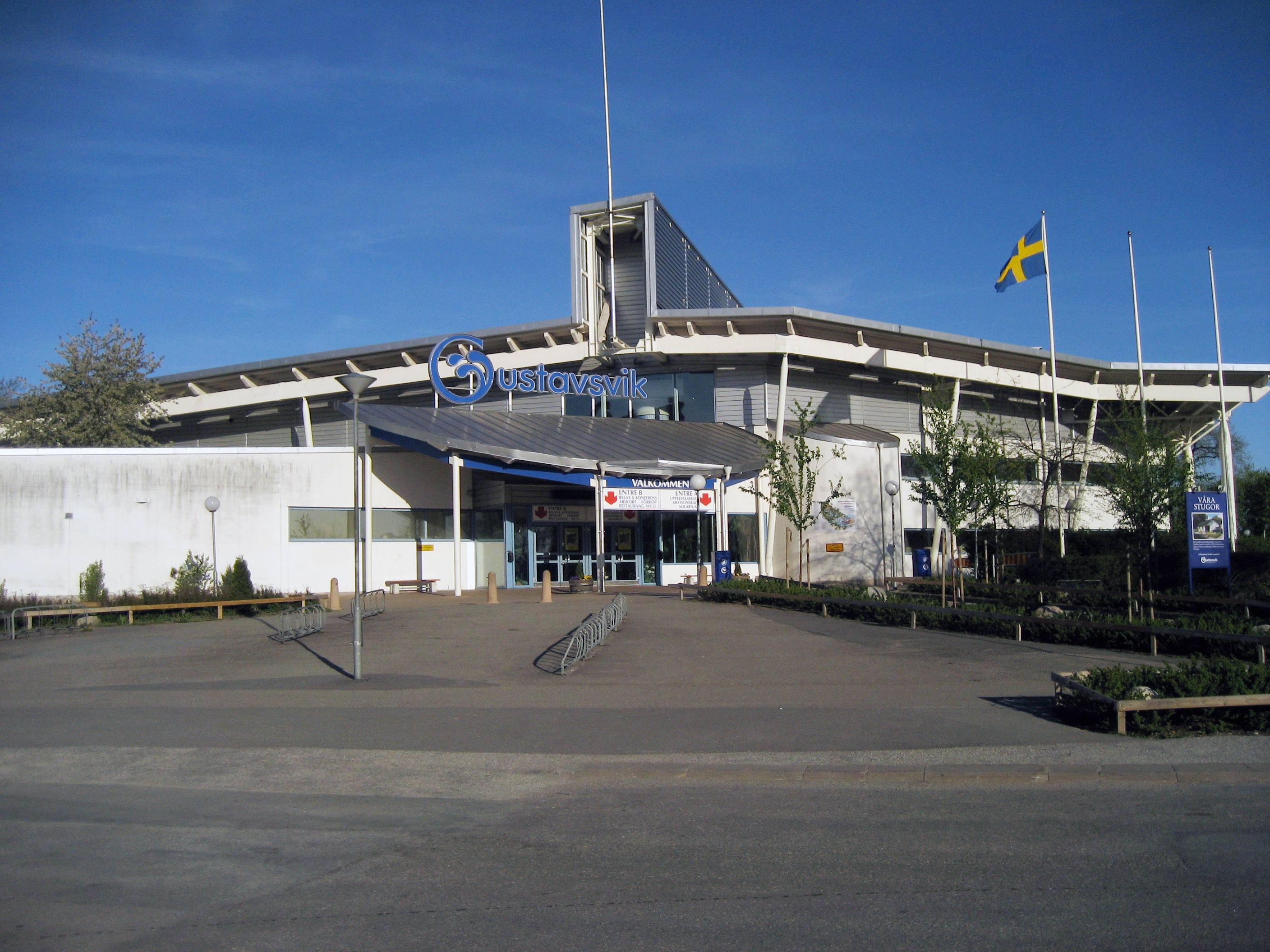
Gustavsviksbadet

Nära stadens centrum ligger friluftsbadet Gustavsvik som har nöjesbad, simbassäng, rekreationsanläggning och även utomhusbad. Öster om centrum, nära Svartåns utlopp i Hjälmaren, finns Alnängsbadet. Vid Svartåns mynning finns även det populära naturreservatet Oset.
Hjälmaren bjuder på vissa badmöjligheter sommartid, även om dessa är begränsade till ganska få ordnade badplatser (till exempel Hjälmarbaden mellan Ekeby-Almby och Stora Mellösa). I det närbelägna Ånnaboda i Kilsbergen finns vidare en anläggning för såväl längdskidåkning som friluftsliv i allmänhet. Genom detta område går dessutom vandringsleden Bergslagsleden.

### Torg och platser
Det långsträckta Stortorget ligger invid Drottninggatan. Det är 362 meter långt – ett av Sveriges längsta torg. Där ligger S:t Nikolai kyrka och Örebro rådhus. En Engelbrektsstaty av Carl Gustaf Qvarnström finns på Stortorget. I direkt anslutning till Stortorget finns Stallbacken. Kvarteret däromkring var centrum för den forna skjutstrafiken till och från Örebro.
Något söderut ligger Våghustorget, där ett våghus tidigare fanns. Här ligger ett pumphus som påminner om tiden innan vattenledningen fanns. Ännu längre söderut, i anslutning till Medborgarhuset, ligger Olof Palmes torg, vars namn tidigare var Södertorget.
Norr om Svartån, utanför Örebro Teater, ligger Teaterplan, och kort därifrån Järntorget. Österut ligger Hamnplan, som tidigare var centrum för båttrafiken till och från Örebro. Vasatorget utgör inkörsporten för den västra stadsdelen. Det är ett solfjäderformat torg med gator som strålar ut åt norr, väster och söder.
Andra torg och öppna platser är: Kvarnplatsen vid slottet, Längbrotorg på norr och Näbbtorget och Sveaparken på söder.

### Parker
Huvudartikel: Grönområden i Örebro
Stadsparken med Stora Holmen ligger i direkt anslutning till Wadköping. Här finns lekområden för barn, trädgårdsanläggningar och rosenträdgård. I centrala Örebro, i anslutning till slottet, ligger Slottsparken, Kvarnplatsen och Henry Allards park.
Något mer perifert ligger Hagaparken, Väståparken, Karlaparken och Karl Johans park på väster och Längbrotorg på norr där även Ulla Billquists park finns i närheten av det gamla regementet I 3:s kaserner. På söder ligger Sveaparken.
I ytterområdena finns österut naturreservaten Oset och Rynningeviken som ligger på var sin sida om Svartån, nära Hemfjärden. Karlslunds herrgård med omgivningar, samt Hästhagen erbjuder rika rekreationsmöjligheter västerut. Söderut finns Brunnsparken, som är Adolfsbergs gamla kurbrunn. Där finns även folkpark. 
- Naturreservaten Oset och Rynningeviken som ligger på var sin sida om Svartån, nära Hemfjärden. I det sistnämnda området ligger även Naturens Hus.

## Ekonomi och infrastruktur

### Infrastruktur

#### Transporter
Örebro flygplats ligger 12 km väster om centrum.
Järnvägen Godsstråket genom Bergslagen förbinder staden norrut med Västmanland, Dalarna och Gästrikland, och söderut med Hallsberg. Den 1997 färdigställda Mälarbanan ansluter till nämnda järnväg vid Hovsta, och ger sedan dess snabb förbindelse med Stockholm. Örebro har två järnvägsstationer: Centralstationen och Örebro södra. Vid den förstnämnda ligger Resecentrum, som är en samlingsplats för kollektivtrafik och taxi. Tidigare fanns från Örebro södra en förbindelse till Svartå, Örebro-Svartå Järnväg, och även smalspårig järnvägsförbindelse mot Norrköping genom företaget Norra Östergötlands Järnvägar.
Vägmässigt har Örebro 9 större utfarter:
1. E18/E20 mot Stockholm
2. E18 mot Oslo
3. E20 mot Göteborg (även utfart för riksväg 50 söderut mot Jönköping)
4. Norrköpingsvägen mot riksväg 51 och 52
5. Riksväg 50 norrut mot Falun och Söderhamn
6. Länsväg 207 mot Odensbacken
7. Mosåsvägen mot Kumla
8. Ekersvägen mot Närkes Kil
9. Grävevägen mot Garphyttan

I stadens västra utkant går motorvägen Västerleden (E18/E20). De andra två motorvägarna i området är Södra Infartsleden och E18 mot Oslo. De stora genomfartslederna inom staden är Östra Bangatan, Hertig Karls Allé och Trädgårdsgatan/Alnängsgatan som alla går i nord-sydlig riktning, liksom Västra Nobelgatan/Ekersvägen, Rudbecksgatan och Karlslundsgatan i väst-östlig riktning.
Örebros läge vid Svartån och Hjälmaren bidrog till att staden länge var förknippad med sjöfart. Ett större kommersiellt hamnområde fanns fram till 1980-talet vid Alnängarna och Oset; oljehamnen. Idag består dock båttrafiken mest av turist- och småbåtar och endast en liten del av det tidigare hamnområdet är i bruk.
Stadsbussarna i Örebro sköts av Svealandstrafiken. Linjenätet består av 13 linjer och en expresslinje. Alla linjer går via en knutpunkt vid Örebro Slott. Ifrån de större stadsdelarna så som Brickebacken, Lundby och Adolfsberg avgår det en buss var 10:e minut och i lågtrafik var 15:e minut. 
(Dessa busslinjer upphörde 15 december 2024.)
- Linje 1 Mosås-Slottet-Lundby
- Linje 2 Lundby-Slottet-Brickebacken
- Linje 3 Brickebacken-Slottet-Mellringe
- Linje 4 Mellringe-Slottet-Adolfsberg
- Linje 5 Adolfsberg-Slottet-Hovsta
- Linje 6 Hjärsta-Slottet-Tybble
- Linje 7 Björkhaga-Slottet-Lillån
- Linje 8 Bettorp-Slottet-Björkhaga
- Linje 9 Björkhaga-Slottet-Universitetet
- Linje 10 Lundby-Våghustorget-Universitetet
- Linje 20 Expressbuss Universitetet-Resecentrum
- Linje 21 Berglunda-Slottet-USÖ
- Linje 22 Törsjö-Slottet-Wadköping
- Linje 28 Rynninge-Slottet [33]

### Näringsliv

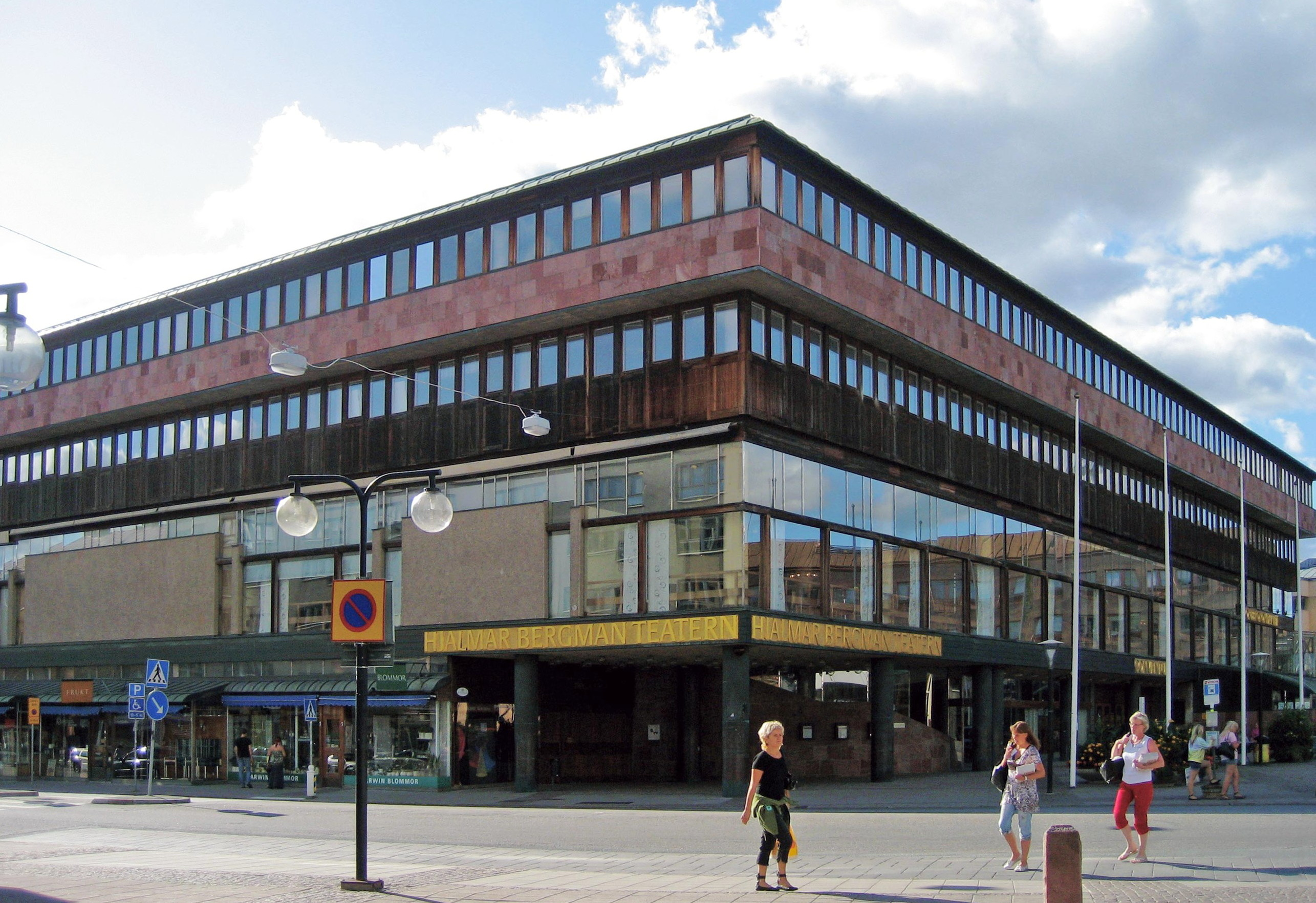
Hjalmar Bergmanteatern i Medborgarhuset.

I slutet av 1800-talet grundades de första skofabrikerna. Sedan 1873 har det funnits 365 olika skofabriker och skotillverkare i Örebro. De största och mest kända var Oscaria, Rex. Örnen och Skandia. Den sista egentliga skofabriken – Rex skofabrik – lades ner år 1981..
Den 22 oktober 1896 grundades Örebro kexfabrik. 1967 blev Örebro kexfabrik ett dotterbolag till Göteborgs Kex. Namnet Örebro Kex togs ur bruk 1975 och året efter lades fabriken ned.
Örebro pappersbruk, grundlagt 1901, senare Örebro kartongbruk, har varit en viktig arbetsgivare i staden. Bruket lades ner år 2010. Under vintern 2012 revs byggnaderna och skorstenen.
Idag är huvudnäringarna handel, logistik, industri, utbildning och offentlig förvaltning. Några av de större företagen i Örebro är Epiroc (tidigare Atlas Copco), Axfood Närlivs, E.ON, Närkes Elektriska (NEA), DHL, Procordia Food och Euromaint:s lokverkstäder. Örebro universitet har ca 16 000 studenter (2010). Universitetssjukhuset i Örebro är även en stor arbetsgivare.
Företaget Roberts AB i staden har exklusiv rätt till Champis-läsken, samt till must-essens i julmust.
Ett urval av de statliga myndigheterna placerade i Örebro tätort
- Statistiska centralbyrån, delar av SCB flyttades till Örebro 1968, som kompensation för de omfattande nedläggningarna inom, den för staden betydande skoindustrin.
- Transportstyrelsen, avdelningen Trafikregistret
- Örebro tingsrätt
- Centrala studiestödsnämnden(CSN)
- Polismyndigheten, huvudort i polisregion Bergslagen
- Specialpedagogiska skolmyndigheten
- Trafikverket, Östra banregionen
- Skatteverket
- Åklagarkammare
- Försvarsmaktens telenät- och markteleförband (FMTM)  Förbandet är lokaliserat till Boglundsängen

### Handel
9 km söder om Örebro, vid Marieberg intill E20 ligger det externa köpcentrumet Mariebergs handelsområde, som är Örebros största externa handelscentrum. Ikea, Elgiganten Megastore, Media Markt, Jula, Bauhaus, XXL, Skopunkten, Rusta, K-rauta, Coop Forum, Willys, ÖoB, Burger King, McDonald’s, Max Hamburgare, etc. är exempel på flera större varuhuskedjor som finns etablerade på Marieberg köpcentrum. I närheten ligger även det 44 000 m² stora Marieberg Galleria (tidigare Marieberg köpcentrum), som har 90 butiker. Strax utanför bostadsbebyggelsen i Örebro ligger ett annat externt handelscentrum, Aspholmen som även är ett företags- och industriområde. Varuhuskedjor som Stadium, Lager 157, etc. finns etablerade på Aspholmen. En bit norr om stadskärnan ligger Eurostop, som har ICA Maxi, Max Hamburgare, Biltema, Pizza Hut, etc. som etablerade varuhuskedjor och restauranger.

### Utbildning

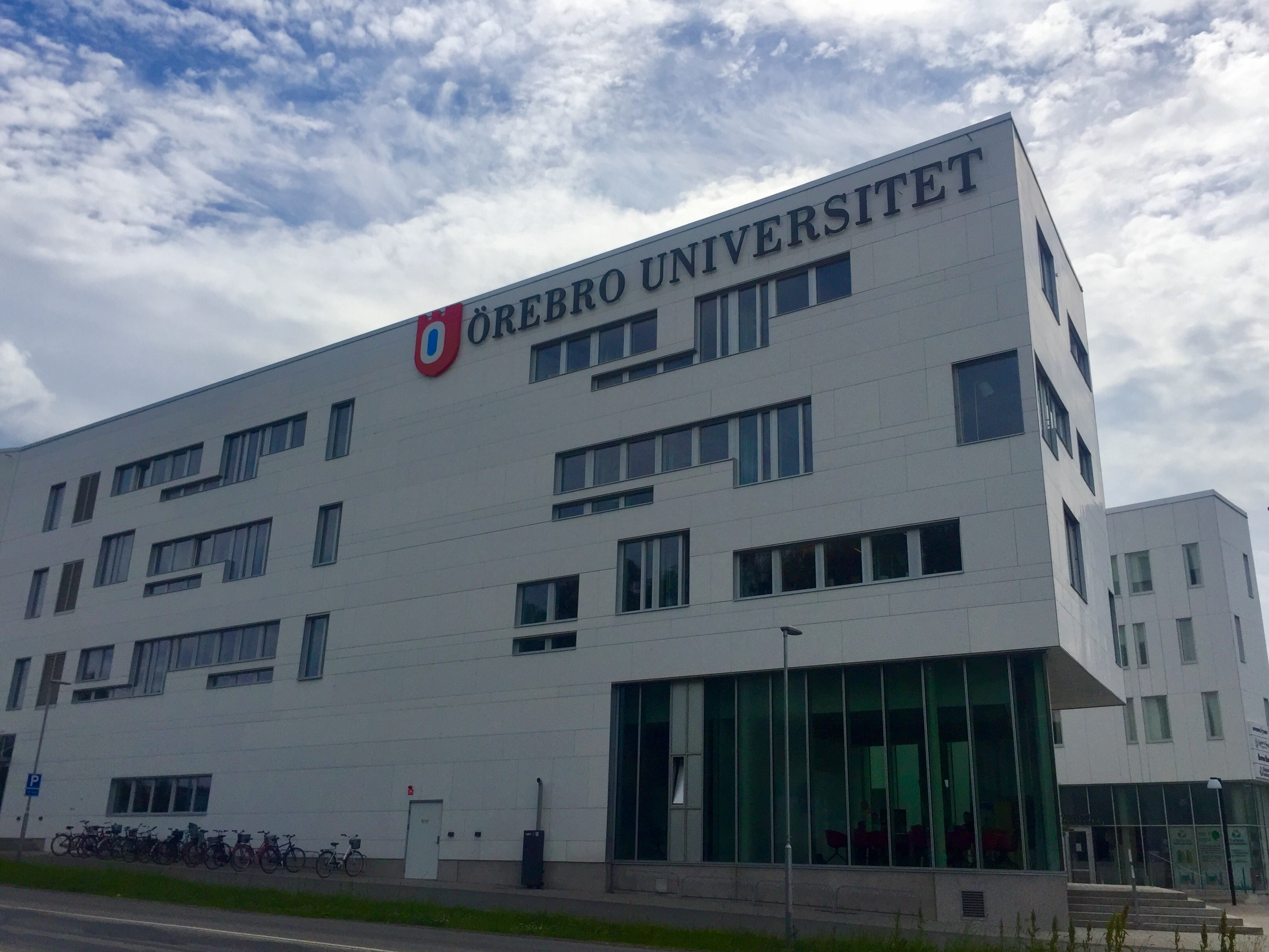
Örebro universitet, 2018.

Inom Örebro kommun finns ett flertal kommunala grundskolor, elva fristående grundskolor och två statliga specialskolor. Vidare finns fyra kommunala och flera fristående gymnasieskolor. Vidare finns två institutioner som bedriver högskoleutbildningar; Örebro universitet och Örebro missionsskola. I Örebro ligger även Riksgymnasiet för döva och Riksgymnasiet för hörselskadade som tar emot elever från hela landet på internat.

## Befolkning

### Stadsdelar

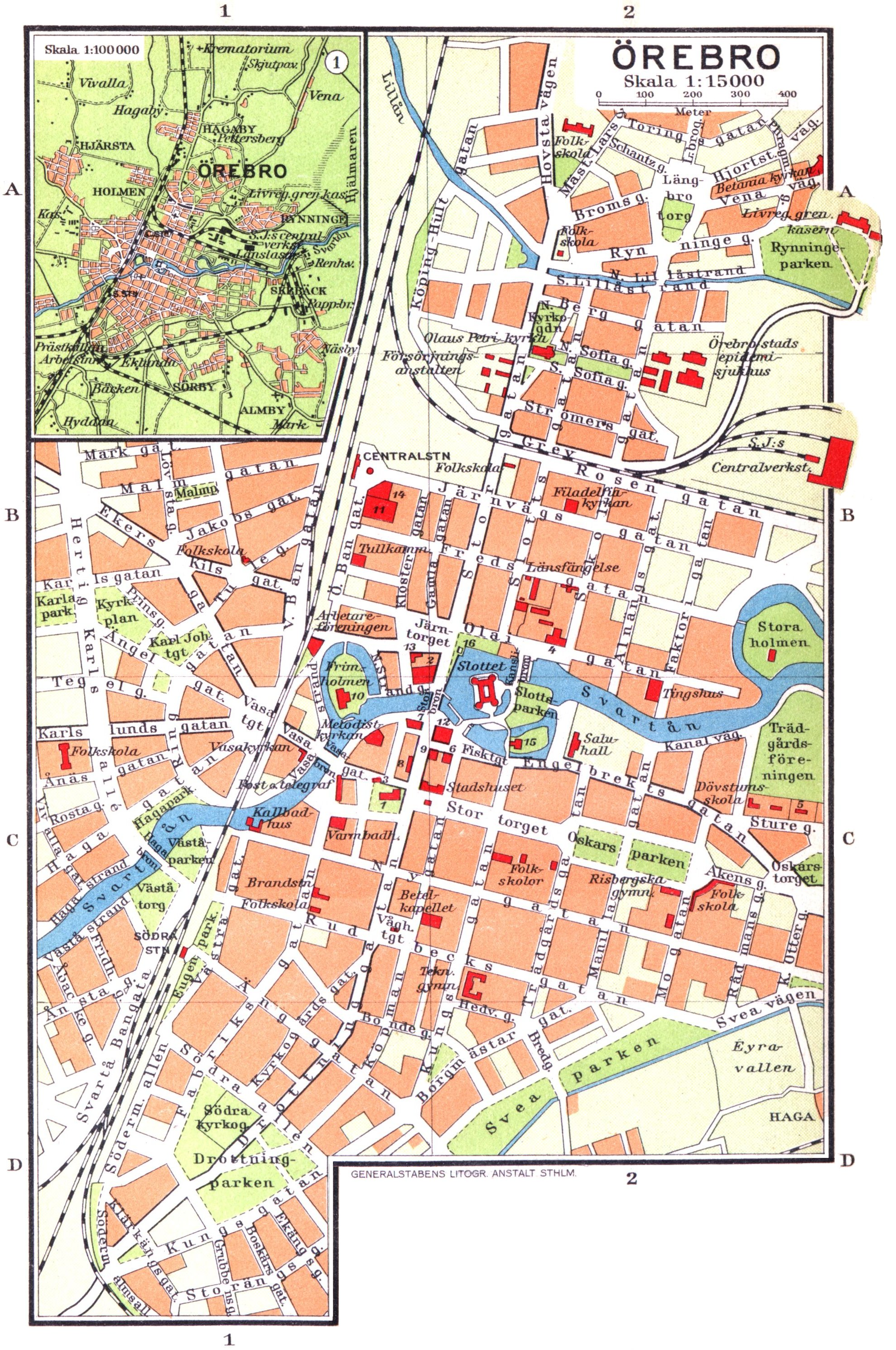
Karta över Örebro från 1928.

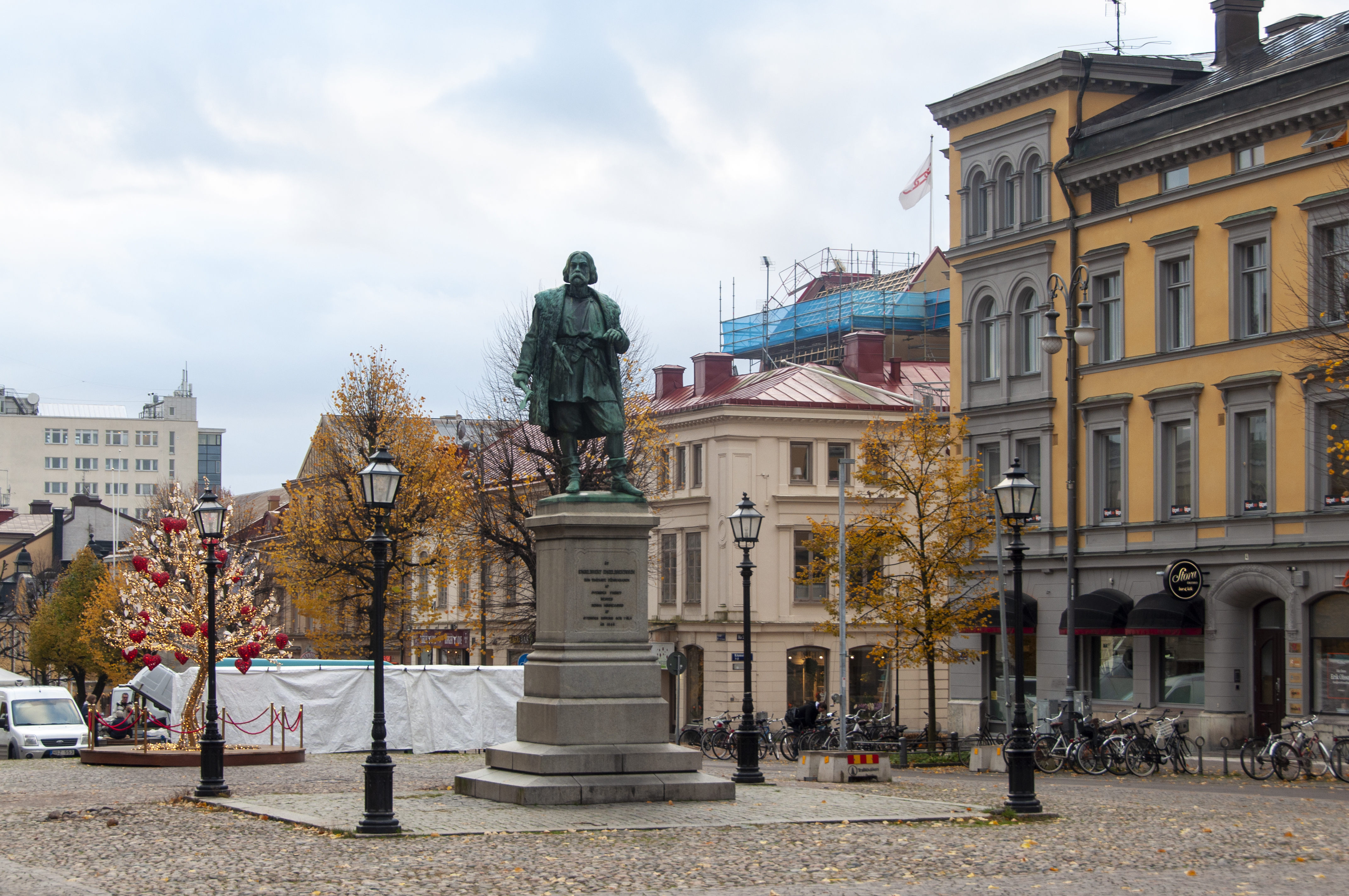
Stortorget

Staden har i sina centrala delar en regelbunden stadsplan. Medelpunkten är det gamla slottet på sin holme i Svartån, som delar staden i en nordlig och en sydlig del, bägge med breda, raka gator, planteringar och flera ståtliga byggnader.
De centrala delarna av staden brukar delas in i stadsdelarna
- Centrum består av de centrala delarna med de tre torgen Järntorget, Stortorget och Våghustorget.
- Väster är belägen i de västra delarna av innerstaden med kvarteren runt Vasatorget. Kallas numera även "Vasastan".
- Söder är kvarteren bakom Krämaren i sydlig riktning. Även området Södermalm ingår.
- Öster
- Norr

### Befolkningsutveckling
| Befolkningsutveckling i "Örebro" | Befolkningsutveckling i "Örebro" | Befolkningsutveckling i "Örebro" | Befolkningsutveckling i "Örebro" | Befolkningsutveckling i "Örebro" |
| -------------------------------- | -------------------------------- | -------------------------------- | -------------------------------- | -------------------------------- |
|                                  |                                  |                                  |                                  |                                  |
| År                               |                                  |                                  | Invånare                         |                                  |
| 1749                             | 1749                             |                                  | 2 147                            | 2 147                            |
| 1840                             | 1840                             |                                  | 4 227                            | 4 227                            |
| 1870                             | 1870                             |                                  | 9 100                            | 9 100                            |
| 1880                             | 1880                             |                                  | 11 785                           | 11 785                           |
| 1890                             | 1890                             |                                  | 14 547                           | 14 547                           |

| Befolkningsutvecklingen i Örebro 1960–2020 | Befolkningsutvecklingen i Örebro 1960–2020 | Befolkningsutvecklingen i Örebro 1960–2020 | Befolkningsutvecklingen i Örebro 1960–2020 | Befolkningsutvecklingen i Örebro 1960–2020 |
| --- | ------------------------------------------ | ------------------------------------------ | ------------------------------------------ | ------------------------------------------ |
| |                                            |                                            |                                            |                                            |
| År |                                            |                                            | Folkmängd                                  | Areal (ha)                                 |
| 1960 | 1960                                       |                                            | 71 310                                     |                                            |
| 1965 | 1965                                       |                                            | 77 576                                     |                                            |
| 1970 | 1970                                       |                                            | 87 125                                     |                                            |
| 1975 | 1975                                       |                                            | 88 125                                     |                                            |
| 1980 | 1980                                       |                                            | 84 830                                     |                                            |
| 1990 | 1990                                       |                                            | 85 858                                     | 4 121                                      |
| 1995 | 1995                                       |                                            | 90 814                                     | 4 250                                      |
| 2000 | 2000                                       |                                            | 95 354                                     | 4 262                                      |
| 2005 | 2005                                       |                                            | 98 237                                     | 4 296                                      |
| 2010 | 2010                                       |                                            | 107 038                                    | 4 927                                      |
| 2015 | 2015                                       |                                            | 115 765                                    | 5 064                                      |
| 2020 | 2020                                       |                                            | 126 604                                    | 5 502                                      |
| Anm.: Sammanvuxen med Adolfsberg 1970, med Brickebacken och Lillån 1975, med Marieberg och Mosås 2010, samt med småorten Södra Runnaby 2015 och Runnaby 2018 samtidigt som södra Runnaby bröts ut. |                                            |                                            |                                            |                                            |

## Kultur

### Bibliotek
I Örebro finns det Stadsbibliotek och ytterligare 12 biblioteksfilialer. 

### Museer
Örebro läns museum i Slottsparken innehåller lokalhistoriska samlingar, men har även en stor konstsamling. Tillfälliga utställningar visas. Övriga arenor för konstutställningar är Örebro konsthall, Galleri Nord, Wadköpingsrummet och Konstfrämjandet. Lilla Å-promenaden är en samling konstverk som ligger utmed den nedre delen av Lillån.

### Musik och teater
I Örebro konserthus har Svenska Kammarorkestern sina konserter. 
Huvudteatrar är Hjalmar Bergmanteatern och Gamla teatern där bland annat Örebro länsteaters föreställningar visas. Teater Martin Mutter är ett fritt teatersällskap. Deras scen ligger i Grenadjärstaden. Nya teatern är ett amatörteatersällskap som har sin scen i den tidigare biografen Röda Kvarn. 
Kvalitetsfilm visas på den kommunalt ägda biografen Roxy.
2016 öppnade showkrogen Eztrad i Ladugårdsängen, beläget söder om Örebros stadskärna. 

### Återkommande evenemang
Hindersmässan är en månghundraårig tradition. Denna marknad hålls i slutet av januari varje år, och har rötter i bergshanteringens tid.
Örebro Open Art är en konstbiennal med framför allt skulpturer och installationer i Örebro centrum. Första gången hölls utställningen år 2008, då med 66 konstnärer.
Julkonserten O, Helga Natt hålls på Stortorget den första advent varje år.
Metallsvenskan är en kombinerad fotbollsturnering för rockstjärnor och hårdrocksfestival som arrangeras varje år. Artister som Motörhead, Europe, Twisted Sister, King Diamond, At The Gates, U.D.O. och D.A.D. har uppträtt på festivalen. Varje år har en dokumentär om arrangemanget visats på TV4 sport. Metallsvenskan vann år 2009 utmärkelsen "årets överraskning" på Örebrogalan och är ett växande event i staden. 2015 hade festivalen över 12 000 besökare.
Live at Heart är Sveriges största musikfestival, sett till antalet konserter. Under tre dagar i september genomförs nära 300 konserter på redan etablerade scener runt om i staden. Konceptet kommer från SXSW i Austin, Texas.
Örebrofesten var en matfestival som senast hölls år 2011. Den har tidigare haft annan inriktning, och då gått under namnet Slottsfesten.

### Arkitektur

#### Betydande byggnader

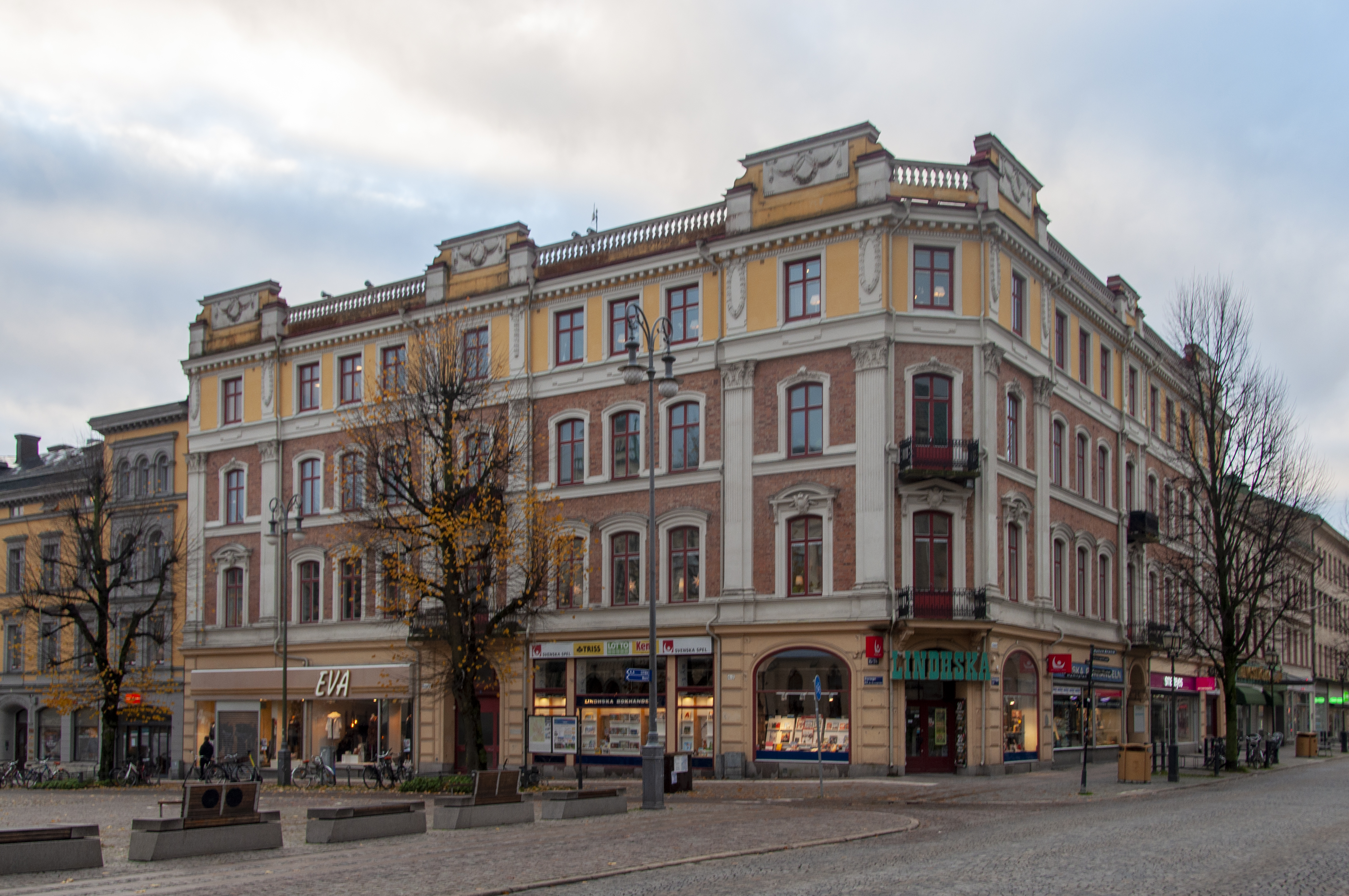
Engelbrektspalatset med Lindhska Bokhandeln.

Örebro slott ligger på en holme i Svartån. En fästning eller borg, benämnd Örebrohus, fanns redan 1364 och spelade under den följande tiden en framstående roll både i krig och i fred, tills det efter en lång belägring erövrades av Gustav Vasa 1523. Under Hertig Karls tid, år 1573, påbörjades arbetet med att göra Örebro slott till ett modernt renässansslott. En period av förfall vidtog i början av 1700-talet. På 1750-talet restaurerades slottet i klassicistisk anda. Sitt nuvarande utseende fick i samband med en historieromantisk restaurering 1897–1900. Intill slottet ligger Arbetshuset, en stenbyggnad från 1740-talet.
En annan gammal byggnad är den så kallade Kungsstugan, som en gång fanns inne på en tomt vid Järntorgets västra sida. Den uppfördes under förra hälften av 1500-talet i en arkitektur påminnande om Ornässtugan och har delvis bibehållna tak- och väggmålningar. Kungsstugan ska enligt traditionen ha besökts av Karl IX 1580 och 1581. Den är numera flyttad till friluftsmuseet Wadköping tillsammans med flera äldre byggnader från framför allt det gamla Söder i Örebro.
Huvudgatan Storgatan–Drottninggatan genomlöper staden från söder till norr. Vid Stortorget ligger S:t Nikolai kyrka från 1200-talet, ursprungligen i romansk och gotisk stil, sedermera tillbyggd och flera gånger restaurerad. I kyrkan begravdes Engelbrekt Engelbrektsson. Väster om kyrkan ligger Nikolai församlingshem, som från 1400-talet fram till 1808 fungerade som Örebro skola.
Vid sidan av torget ligger Örebro rådhus, uppfört 1859-1863 i nygotisk stil. Det ritades av stadsarkitekt Fridolf Wijnbladh som också var byggmästare. I rådhuset skulle stadens förvaltningar och myndigheter finnas, men de var inte så stora på den tiden. Det sägs att kung Karl XV vid ett besök i staden sade: "Å hut Örebro – bornera inte, svagdricka", för att han tyckte att rådhuset var alltför stort och påkostat för en stad av Örebros storlek.
Övriga framstående byggnader är Örebro hospital (1782), Örebro Teater (1853), Stora hotellet (1858), Örebro centralstation (1862), Hotel Borgen, Frimurarelogen (1884), Örebro konserthus (1932), Nämndhuset (1934), Idrottshuset (1946), vattentornet Svampen (1958), Örebro läns museum (1963) och Medborgarhuset (1965).

#### Byggnadsminnen

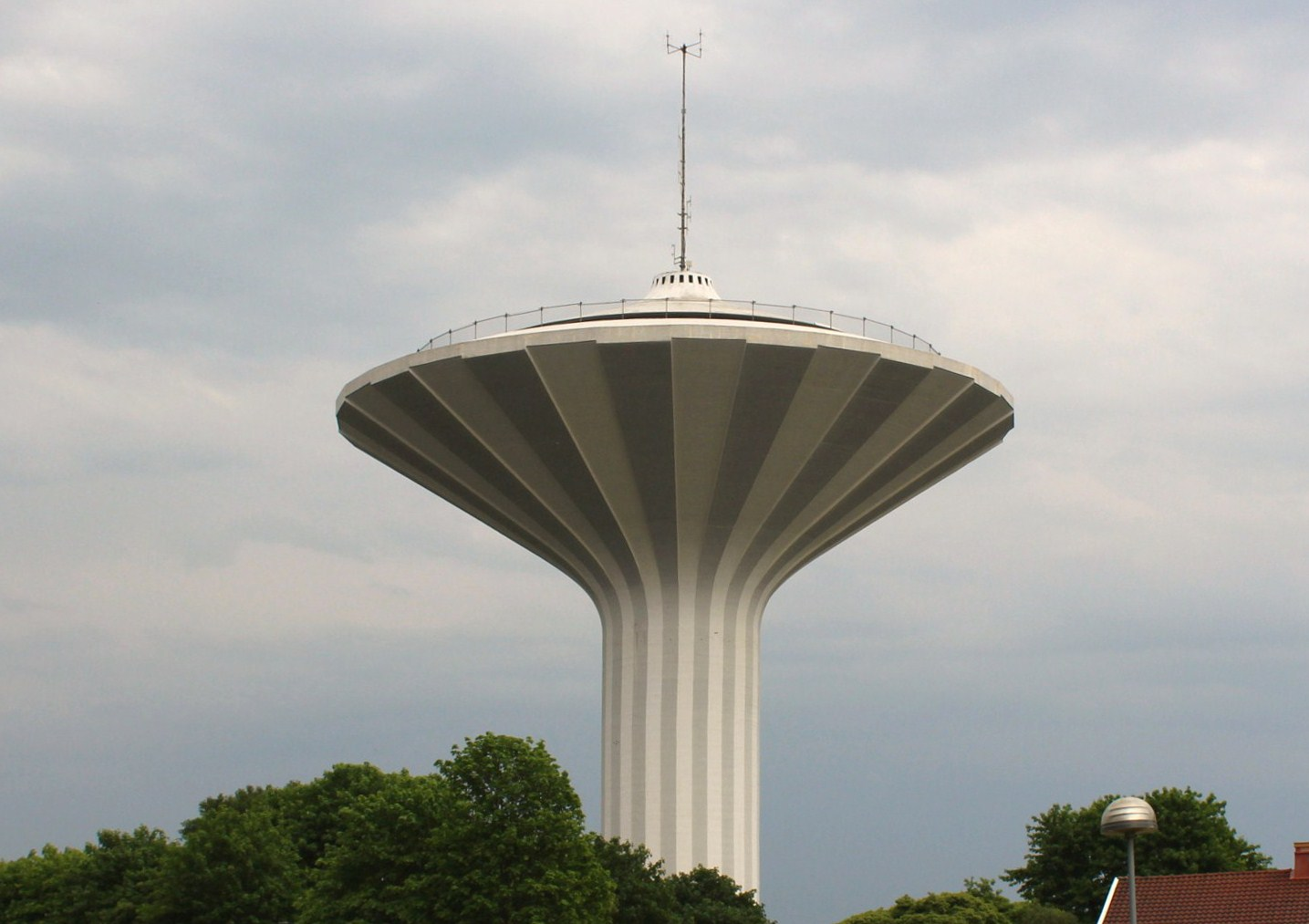
Svampen

Byggnadsminnen i Örebro är bland andra Örebro slott med de närliggande byggnaderna Arbetshuset, Landshövdingestallet och Husarernas kanslihus och ridhus. Nära slottet ligger även Örebro Teater, Örebros äldsta teater. Vid Stortorget ligger Nikolaikyrkan och Nikolai församlingshem. På söder finns pumpen på Våghustorget och på norr ligger vattentornet Svampen. I Wadköping ligger Kungsstugan och Borgarhuset. Bland moderna byggnader som är byggnadsminnesmärken kan nämnas Örebro läns museum.

### Sevärdheter
- Örebro slott i stadens centrum. Visningar dagligen. Miljön runt slottet med Arbetshuset, Kanslibron med nyanlagd fisktrappa, Slottsparken, Henry Allards park, Strömparterren och Kvarnplatsen.
- Nikolaikyrkan med Nikolai församlingshem, Örebros gamla skola
- Wadköping, friluftsmuseum med gamla byggnader från Örebro, bl.a. Kungsstugan och Borgarhuset, eller "Cajsa Wargs hus"
- Stadsparken med Stora Holmen ligger i direkt anslutning till Wadköping. Här finns lekområden för barn, trädgårdsanläggningar och rosenträdgård.
- Svampen, det välkända vattentornet på norr, vars siluett blivit ett kännetecken för Örebro. Från utsiktsbalkongen har man en vidsträckt utsikt över Örebro, Hemfjärden, Närkeslätten och Kilsbergen.
- Solsystemet i Örebroformat, en skalenlig modell av solen och planeterna som sträcker sig 2½ km genom hela centrala Örebro, från solmonumentet på Olof Palmes torg till Neptunus uppe på Svampen.
- Femton meter historia, en 15 m lång historisk tidslinje i brons och sten framför den likaledes 15 m höga statyn av Karl XIV Johan vid Järntorget.

### Sport
De mest kända lagen är fotbollslaget Örebro SK och hockeylaget Örebro HK. BK Forward som spelar på Trängen IP är en annan stor klubb i Örebro. I bandy har Örebro ett lag i Elitserien. Inom basket finns Eco Örebro som (2009/2010) gjorde sin debutsäsong i Svenska basketligan. På damsidan är Örebro mest känt för de svenska mästarna  Örebro Volley som är ett av Nordens mest framgångsrika volleyboll-lag, samt KIF Örebro som återfinns i Damallsvenskan. Stadens amerikanska fotbollslag Örebro Black Knights för herrar blev uppflyttade till den högsta serien, Superserien,år 2011. Örebro Black Knights har i Superserien snabbt utmärkt sig som ett av Sveriges bästa lag och gick år 2012 vidare till slutspelet för den andra säsongen i rad. Staden har också ett lag i Svenska Superligan, Örebro Innebandy.
År 2011 blev Örebro av SVT utsedd till Sveriges bästa idrottsstad, vilket för övrigt var första året priset delades ut. Örebro var också nominerat till titeln 2012.

#### Föreningar i Örebro
Nedan listas ett urval av föreningar i Örebro som är verksamma i olika idrotter.

- Adolfsbergs IK
- IF Eker
- BK Forward
- Karlslunds IF
- KFUM
- KIF Eagles Baseboll & Softbollklubb
- Lillån IBK
- Lillån IF
- Rynninge IK
- IK Sturehov
- Vikingarna Speedway
- Örebro Black Knights
- Örebro HK
- Örebro IK
- Örebro SK
- Örebro SK Bandy
- Örebro SK Fotboll
- Örebro Syrianska IF
- Eco Örebro
- Örebro volley
- IFK Örebro
- IF Eker Örebro
- HC Örnen
- SMK Örebro

### Media

#### Tidningar
- Nerikes Allehanda är den lokala morgontidningen. Nerikes Allehanda
- Läns-Posten är en lokal veckotidning, grundad 1950. Läns-Posten
- Örebroar'n är en gratistidning som grundades år 1988. Den kommer ut en gång i veckan. Örebroar'n
- Handelsstaden är en lokal gratistidning. Den kommer ut en gång i månaden.[43]
- Nollnitton är ett lokalt kultur- och nöjesmagasin. Det kommer ut en gång i månaden.[44]
- Örebro Tribune lokal tidning från Örebro. Nyhetsbevakning i Örebro län. Örebro Tribune

#### Radio
| Frekvens  | Sändningsbeteckning           | Sändarplats               |
| --------- | ----------------------------- | ------------------------- |
| 87,9 MHz  | Sveriges Radio P1             | Örebro (Lockhyttanmasten) |
| 91,5 MHz  | Sveriges Radio P2             | Örebro (Lockhyttanmasten) |
| 95,3 MHz  | Örebro närradio               | Örebro                    |
| 99,6 MHz  | Sveriges Radio P3             | Örebro (Lockhyttanmasten) |
| 102,8 MHz | Sveriges Radio P4 (P4 Örebro) | Örebro (Lockhyttanmasten) |
| 104,7 MHz | Mix Megapol                   | Örebro                    |
| 105,2 MHz | NRJ                           | Örebro                    |
| 106,3 MHz | Rix FM                        | Örebro                    |
| 107,8 MHz | Star FM                       | Örebro                    |

#### TV
- Tvärsnytt - Regionalnyheter